# Torbjörn Lundell
Per Torbjörn "Tobbe" Lundell, född 14 juni 1958, är en svensk tidigare handbollsspelare (mittsexa). Han spelade 16 landskamper och gjorde nio mål med Sveriges landslag åren 1985–1986. Han deltog vid VM 1986 i Schweiz när laget kom på fjärdeplats. Han spelade för Göteborgsklubben HP Warta.